# Leonard Cohen

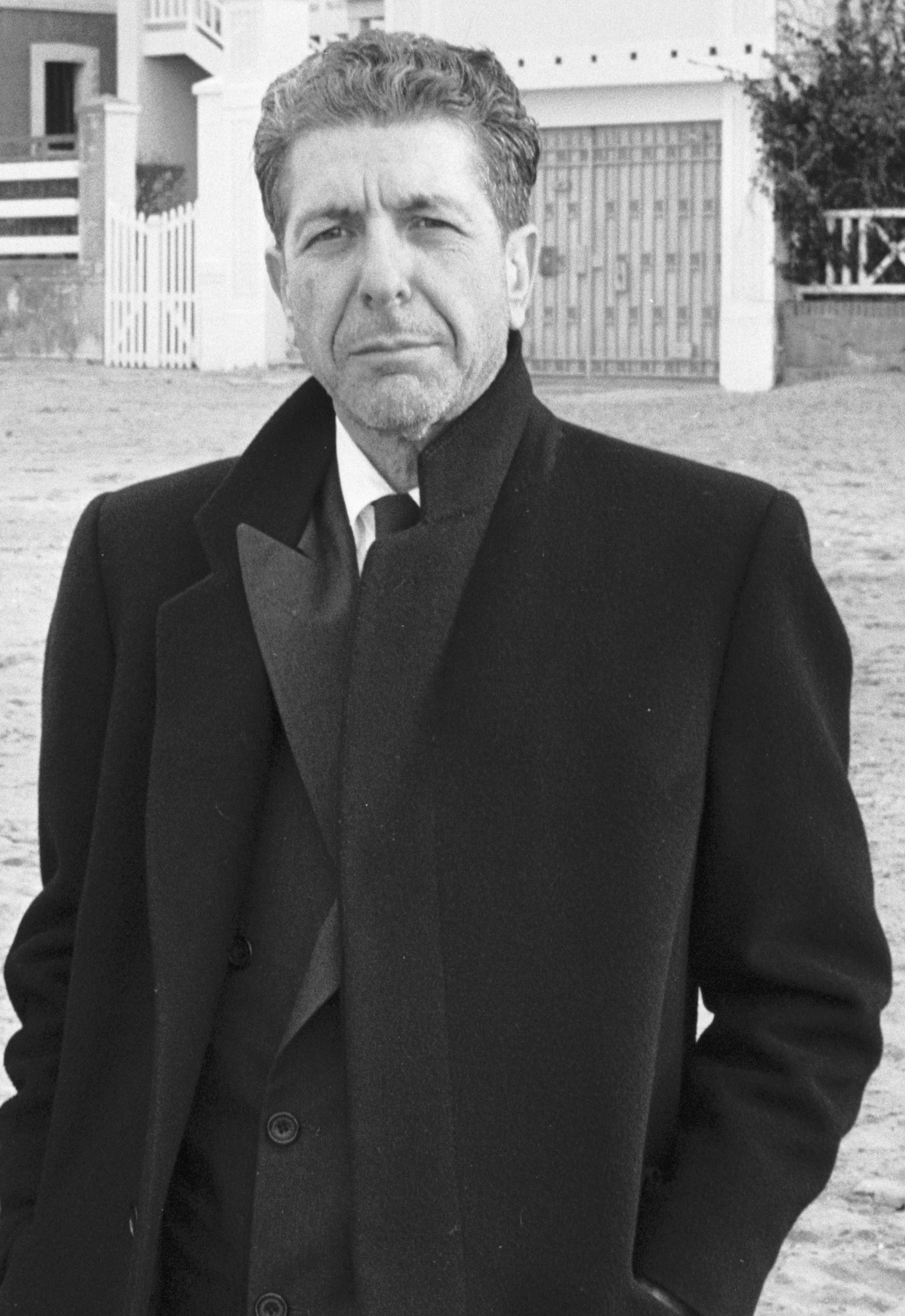
Leonard Cohen

Leonard Cohen (n. 21 septembrie 1934, Montréal - d. 7 noiembrie 2016, Los Angeles) a fost un poet, cântăreț și romancier evreu canadian.

## Biografie
Leonard Cohen și-a făcut studiile la universitățile McGill și Columbia. A debutat în 1956 cu volumul de versuri Să comparăm mitologii dar faima i-a adus-o cel de-al doilea ciclu, The Spice Box of Earth (Cutia cu mirodenii a planetei).
Cohen a călătorit prin Europa și s-a stabilit în insula grecească Hydra, unde a locuit timp de 7 ani alături de soția sa Marriane Jensen și de fiul lor, Axel.
În Grecia a scris mai multe volume, controversatul volum de versuri Flowers For Hitler (1964) precum și două romane, The Favorite Game(Jocul favorit, Polirom, 2003) (1963), și Beautiful Losers(Frumoșii învinși, Polirom, 2004) (1966). La publicarea lor, ziarul Boston Globe declara, "James Joyce nu a murit. Trăiește în Montreal și se numește Cohen." Ele s-au vândut în 800.000 de exemplare în lumea întreagă. "Joaca preferata" a fost deja tradus în limba româna (în 1963; Editura Polirom, 2003). Celălalt roman, "Frumoșii invinși" (Editura Polirom, 2003) a văzut lumina tiparului trei ani mai târziu.
Cohen a trăit intermitent în Anglia, pe insula grecească Hydra, în California și la New York. Cele mai faimoase poezii ale sale și cântece se numesc Bird on a wire, Famous Blue Raincoat, Marianne.
Este autorul unui număr impresionant de volume de versuri bine primite de critică dar și al unei discografii care a făcut din el idolul mai multor generații. Primul sau disc a fost remasterizat și vocea lui groasă, guturală a fost modificată pentru a semăna cu cea a lui Bob Dylan, pe atunci în mare vogă. A început să imprime la studiourile din Nashville, cele care l-au lansat pe Elvis Presley și vocea sa a revenit la tonalitatea sa normală.
După o ședere de câțiva ani într-o mănăstire budistă, în 2001 a avut o revenire spectaculoasă în lumea muzicii cu Zece cântece noi, disc ce l-a adus din nou în clasamentele de specialitate și pe primele pagini ale revistelor.
Ultimul sau album, apărut în 2004, se numește Dear Heather.

## Volume de autor
- Let Us Compare Mythologies (poezii), 1956
- The Spice-Box of Earth (poezii), 1961
- The Favourite Game (roman), 1963
- Flowers for Hitler (poezii), 1964
- Beautiful Losers (roman), 1966
- Parasites of Heaven (poezii), 1966
- Selected Poems 1956–1968 (poezii), 1968
- The Energy of Slaves (poezii), 1972
- Death of a Lady's Man (poezii), 1978
- Book of Mercy (poezii), 1984
- Stranger Music (poezii), 1993
- Poems and Songs (poezii), 2011

## Discografie
- Songs Of Leonard Cohen, 1967/1968
- Songs From A Room, 1969
- Songs Of Love And Hate, 1971
- Live Songs, 1973
- New Skin For The Old Ceremony, 1974
- Death Of A Ladies Man, 1977
- Recent Songs, 1979
- Various Positions, 1984
- I'm Your Man, 1988
- The Future, 1992
- Cohen Live, 1994
- Field Commander Cohen - Tour of 1979, 2001
- Ten New Songs, 2001
- Dear Heather, 2004
- Night Magic - the musical, (1985) (versuri Leonard Cohen)
- Night Magic, remastered 2004 soundtrack CD
- Live in London, 2009
- Live at The Isle of Wight 1970, 2009
- Songs From The Road, 2010
- Old Ideas, 2012
- Live in Fredericton", 2012
- Popular Problems, 2014

## Cărți despre Cohen
- Mircea Mihăieș, Viața, patimile și cântecele lui Leonard Cohen, cu 32 de poeme traduse de Mircea Cărtărescu, Editura Polirom, 2005.